# Káto Kryfovó
Káto Kryfovó (Kato Kryfovo) är en ort i Grekland.   Den ligger i prefekturen Nomós Ioannínon och regionen Epirus, i den centrala delen av landet, 300 km nordväst om huvudstaden Aten. Káto Kryfovó ligger 598 meter över havet och antalet invånare är 358.
Terrängen runt Káto Kryfovó är huvudsakligen kuperad, men västerut är den bergig. Runt Káto Kryfovó är det glesbefolkat, med 20 invånare per kvadratkilometer. Närmaste större samhälle är Ioánnina, 17,2 km norr om Káto Kryfovó. I omgivningarna runt Káto Kryfovó växer i huvudsak blandskog.